# Губівка
Гу́бівка — село в Україні, у Компаніївській селищній громаді Кропивницького району Кіровоградської області. Населення становить 721 осіб. До 2020 орган місцевого самоврядування — Губівська сільська рада.

## Географія
На північному заході від села бере початок річка Ринок, права притока Інгулу.

## Історія
Виникло у 70-роках XVIII ст. Село утворювало два селища, що розташувались на балках Вітовій і Лозоватці по обидва береги річки Інгул. Згодом тут мешкали також міщани, дворяни, духовні особи, державні та поміщицькі селяни.

### Назва села
За однією з легенд Назва села (такої назви більш немає на Україні) пішла від того, що в цьому місці річка Інгул робить «губу» з лівого берега на правий. Тому вислів «селитись на губі» переріс в назву с. Губівка. В той же час існує легенда, що назва села пішла від козака Губи, що проживав тут. Цю легенду в 2016 році підтвердив відомий дослідник Пивовар А. В., який пише: «…відомості про осадчих державних слобід на теренах колишнього Запорожжя зустрічаються в матеріалах Херсонської губернської креслярні (ДАХО), в описах втрачених справ Новоросійської канселярії (ДАДО), окремі копії яких збереглися в фондах Н. Полонської-Василенко (НА НУ НАН), де зокрема згадується осадчі слободи Губівки Степан Губа і Степан Кравченко…»
На початку ХІХ ст. в селі будується Покровська церква, у якій з 1812 року ведуться метричні книги.
На лівобережній частині села діяв Вознесенський молитовний будинок. Найдавніші документи з діяльності будинку датуються 1841 роком. До 1886 році будинок діяв постійно і вів власну документацію. Пізніше, на основі молитовного будинку збудовано Вознесенську церкву.
Лише чотири особи духовного стану володіли приватною землею, яка в оренду не здавалась. Крім духовних осіб всі фактично володарі землі (690) користувалися надільною землею. У 1860 р. із загальної дачі пустощі Аннідорф Херсонської губернії Олександрійського повіту виділялась земля селянам села Губівки: Семену Гавриловичу Данильченку — 100 дес., Пилипу Гнатовичу Бульбі — 10 дес., Пилипу, Андрію і Пантелеймону Микитовичам Марущиків — 60 дес., Олексію Семеновичу Глебову — 50 дес., Володимиру Федоровичу Кударенку — 50 дес.
В 1861 році за сприянням громади офіційно відкрито Покровську та Вознесенську церковно-приходські школи.
У 1867 році із 1/10 частини запасної землі села Губівки 239 дес. 1200 саж. надійшло в орендне користування.
В 1874 році Покровська церковно-приходська школа, а в 1882 — Вознесенська, переведені у відомство земства.
Станом на 1886 рік у селі Новгородківської волості Олександрійського повіту Херсонської губернії, мешкало 3253 особи, налічувалось 573 дворових господарства, існували 2 православні церкви та школа.
При обробці землі 75 господарств використовували найману робочу силу. Земля розподілялась таким чином: — 1892,9 десятин належало казні; — 99 — церквам; — 26855,2 — бувшим військовим поселенцям. У середньому на одне земельне господарство приходилось 10,0 десятин землі. В 1886 р. на селі налічувалось 890 возів, 123 гарби і фургонів, 13 екіпажів. При обробці землі застосовувались залізні (188) і дерев'яні (154) плуги, борони (1066), а також прості рала (250), букери і екстирпатори (І7).
З 1888 року Губівська Покровська церковно-приходська школа знаходиться у власному зручному будинку, де навчається 55 хлопчиків та 5 дівчаток. Завідувачем та законовчителем (Закону Божого) був священник Володимир Колєсов, а учителькою Наталія Стельмашенко, яка закінчила гімназію і займалася педагогічною діяльністю уже 3 роки. Губівська Вознесенська церковно-приходська школа з 1892 року теж перейшла у власний зручний будинок. В ній навчалися 31 хлопчик та 10 дівчаток. Їх навчали — завідувач та законовчитель священник Феоктист Гараскевич, учитель Філятович Федір.
В 1895 році в Губівській Вознесенській земській школі навчалося 60 учнів (55 хлопчиків та 5 дівчаток), а в Покровській -150 учнів (124 хлопчики та 26 дівчаток).
Цікаву інформацію про випускників Губівських земських шкіл подає Борисов М. І. в праці « Продолжительность курса в одноклассных земских школах Херсонской губернии». Згідно випускних іспитів 1895 року Покровську земську школу закінчили 10 хлопчиків, у тому числі, 9 поступило неграмотних. З них 1 навчався 3 роки, 5 — 4 роки, 4 — 5 років. Вік: 4 — 12 років, 1 -13 років, 5- 14 років. В 1896 році Покровську земську школу закінчило 11 хлопчиків і 1 дівчинка. Вознесенську земську школу 7 хлопчиків.
У 1896 році в селі чувалося 840 дворів з населенням 4241 житель (2064 чоловіки і 2177 жінок), існувало 11 лавок і 3 корчми, розташовувалася поштова станція. Діяли дві православні церкви, дві земські школи (198 учнів — 180 хлопчиків, 18 дівчаток), дві церковно-приходські школи, де навчалося 60 учнів (50 хлопчиків і 10 дівчаток).
Школи в селі здійснювали не лише навчальну функцію, а були також місцем проведення різноманітних заходів. Особливо цікавими є свідчення про перебування в селі « волшебного фонаря»- « школьные чтения с туманними картинками… Проводили заведующие народними училищами по предложению земской управы в школах. Передавался фонарь с 1-2 чтениями. Допускались все. Чтения проводились учителями под наблюдением законовчителя. О каждом чтении учитель доносил управе».
Із свідчень учительки А.Ростовської «…имею честь известить, что Губовскую Вознесенскую школу, во время пребывания волшебного фонаря от 5 по 12 февраля 1889 года, посещали все ученики (38), посторонних же было столько, столько могла вместить школьная комната».
В період з 10 по 15 січня 1895 року «Волшебный фонарь» в Покровській земській школі відвідали 1324 жителя: 687 чоловіків, 228 жінок, 271 учнів, 238 дітей що не навчаються. З 17 по 25 січня 1895 року при Вознесенській земській школі подібні дійства відвідали понад 1000 жителів: більше 500 чоловіків, 200 жінок, 300 дітей.

### Священнонослужителі
1804 р. — священник Тарасій Каменовський,
1812—1859 рр. — священник Лев Левицький,
1812—1816 рр. — священник Іоанн Небоженський,
1818—1826 рр. — священник Макарій Бондаренков,
1834 р. — священник Григорій Данильченков,
1859—1886 рр. — священник Григорій Александрович,
1883 р. — священник Петр Левитський,
1884 р. — священник Феодор Гончаров,
1886—1888 рр. — священник Автоном Лєбєдєв,
1887—1889 рр. — священник Петр Загоруйченко,
1888—1890 рр. — священник Григорій Прянкін,
1889—1890 р. — священник Антоній Заплатін,
1892—1893 рр. — священник Володимир Колосов,
1892 р. — священник Феодосій Бєлоусов,
1901 р. — священник Іоанн Гераскевич,
2012 р.- священник Алексий Береговенко.
На 1908 рік в селі проживало 7251 житель. По Столипінській аграрній реформі в 1907 р. 11З6 селян села отримали наділи всього 6670 дес., 1680 саж., із них 6208 дес., 1440 саж. удобної і 462 дес., 240 саж. неудобної землі. Згідно окладних книг нараховувалося 6392 дес., 1844 саж. землі, яка обкладалася. Відбувається відтік населення, губівчани переїздять на власну землю, засновуючи навколо села хутори, виїжджають в місто, у пошуках роботи та засобів існування. Перша світова війна (1914—1918 рр) привела до масового призову чоловічого населення в армію, та значної їх гибелі на фронтах.
Згідно даних Всеросійського перепису 1916 р. с. Губівка Губівської волості Олександрійського повіту Херсонської губернії налічує 1025 господарств з населенням 5328 чоловік.
Під час Української революції село не стояло осторонь. В липні 1918 року селяни с. Губівки разом з селянами сіл Білоусови, Лозоватки, Новогеоргієвська, Павлиша, Єлисаветградківки виступили проти австро-німецьких окупантів, які займалися грабунками жителів, а згодом і проти більшовицьких орд з півночі. Але внутрішні непорозуміння та розлад не дали можливості створити самостійну Україну на поч. ХХ ст. і держава була окупована більшовицькою владою. Постійними були рейди продзагонів. Кожне таке відвідування забирало чергове людське життя. Політика військового комунізму призвела до повного занепаду економіки і голоду 1922-23 р.р.
Більшовики вводять НЕП. В селі розвиваються артілі, промисли. Вирощену продукцію вивозять на Елисаветградські базари. За 9 км від с. Губівка засновується нове село Вигода, що розташовується на місці утвореного за часів Столипіна хутора. Частина губівчан перевозять свої родини на нове місце, де їм держава наділяє землю. За спогадами Хільченка Василя Гуровича станом на 1929 рік в селі було 4 млини з двигунами внутрішнього згорання Лопухіна, Пікаша Луки, Стародубцева Дмитра, Момота, при цих млинах працювало 2 олійниці та дві шерстовки. Окрім того була олійниця у Марченка Ананія. В селі працювало 4 вітряки Пікаша Кузьми, Пікаша Луки, Пікаша Семена та одна на Дубинівці (місцева назва частини села), два водяних млини Тужавів і Гришівський. Три кузні Лопухіна, Бабенка Федора, Кучмистенка Івана Гнатовича, майстерня по виготовленню возів Хільченка Платона Артемовича, дві гойдалки Шакала і Бабенка. Працювали установи: медпункт, аптека, клуб, церква. При клубі діяли різноманітні гуртки та хор, який на громадських засадах очолював Чубко Семен Павлович. Клуб і школа були електрифіковані від млина Момота. Діяв базар.
Але вже в 1929 р. починається так звана політика розкуркулення та колективізації. Селян перетворюють в жебраків, у людей відбирають практично всі засоби до життя — землю, худому, реманент тощо. Кращих господарів виганяють з хат, деяких катують і висилають в Сибір (сім'я заслуженого раціоналізатора України Момота Філіпа Гавриловича, Заболотній Іван Йосипович, Заболотній Антон Сидорович, Киян Яків Іванович, Кривоблоцький Георгій Петрович, Кривоблоцький Микита Лук'янович, Семенов Іван Якович, вигодяни Пиріг Олекса Гнатович та Притвор Гліб Глібович). Єдиним спасінням від колективізації та висилки стало місто, куди люди переїзджали (інколи тікали), працювати на промислові об'єкти, адже в країні набирала сили індустріалізація. На території села створювалось чотири колгоспи: «Нове життя» (Дубинівка), «Чкалова»(Центр), «17 партз'їзду» (вул. Черняховського), «Марата» (при в'їзді в село), та два колгоспи в с. Вигода «Пам'яті Ілліча», «Соцнаступ».

### Голодомор1932-33 р.р.
Осінь 1932 року увійшла в пам'ять народу початком масового голоду. Як згадують жителі села, що пережили цю трагедію, все зерно в селі зібрали і закрили в приміщеннях церкви та складів, попередньо виставивши охорону. Їли все: котів, собак, горобців. На полях шукали гнилу сою, кору дерев. Якщо в колгоспах здихала худоба, її швидко розбирали по хатах. З настанням весни і літа їли щавель, лободу, щирицю, рвали цвіт акації, ловили рибу та молюски. Мали місце і випадки канібалізму. Ховали померлих без трун, по кілька душ в одній ямі. Точну кількість померлих ніхто не знає, але для поповнення робочих рук в село приїхало близько 70 сімей з Білорусі, враховуючи, що в той час сім'я складалась з 5-6 осіб, і кількість померлих перевершує кількість прибулих, то можна передбачити цифру померлих від голоду 350—400 осіб. Всі приїжджі поселялися в порожніх хатах, обзаводилися новими сім'ями, ставали до роботи в колгоспі. Колективізація, голодомор, постійна міграція населення приводили до спалахів різноманітних інфекційних хвороб особливо серед дітей (малярія, скарлатина, брюшний тиф, трахома, дифтерія). З великою вдячністю жителі села згадують фельдшера Кучмистенка Данила Гнатовича, який врятував не одне життя.
В жовтні 1937 року, «ворогами народу», як члени так званого УНЦ (українського націоналістичного центру) по справі «Шипящие», якої не існувало, стали директор школи Ушаньов Тимофій Дмитрович та класний керівник 7-го класу Ткаченко Ганна Павлівна. Директора Маслюніківської семирічки Данильченко Полікарпа Терентійовича засудили до розстрілу 20.11.1937 р., вирок виконали 13.12.1937 року.

### ІІ світова війна
5 серпня 1941 року село було окуповано фашистами. Замість колгоспів німці організували номерні господарства. Призначили старостою Колісника Наума, а сільським головою Пікаша Максима Кузьмовича. Особливою симпатією до нової влади вони не відзначались. На весну 1942 р. німці пригнали свої трактори «Ланци» («бульдоги») та виорали степ. Почала працювати церква. Селяни стали жити краще, бо отримували від нової влади в декілька раз більше ніж від попередніх окупантів. Але «звірячий» підхід до людей, особливо з 1942 р. поступово відвернули простих людей від окупаційної влади, яку спочатку вважали за визвольну від тиранії Сталіна. З підходом фронту, почали діяти так звані «партизани», які до 1943 р. практично нічого не робили. Виявили активність також ті, хто повинен був брати участь в боротьбі з німцями ще з 1941 р., в основному комуністи та комсомольці, боючись більшовицьких репресій почали активно працювати проти — за зв'язок з партизанами розстріляно в 1943—1944 рр. 10 губівчан: Чорноморченко С. С., Гулак А. Р., Кумпан П. Р., Ярощук К. Г., Середа Й. Г., Колісник Н. С., Колісник Ф. С., Білоус Ф. І., Білоус М. Л., Білоус Л. І., Осіпов С. М.
Село «визволили» в 1944 страшними жертвами, як серед наступаючих, так і серед місцевого населення. Після відходу фронту в березні 1944 р. в братській могилі біля школи поховали 265 бійців, з них 81 — невідомі, один похований на сільському кладовищі, 11 бійців поховано на Вигодянському кладовищі. Штурмували вигодянські укріплення в основному бійці штрафних рот та «чорнорубашечники», тому така велика кількість невідомих загиблих солдат. В 1952 році на братській могилі загиблих воїнів встановлено пам'ятник. На могилі встановили плити з іменами 148 загиблих у війні жителів села, а в 2005 році встановлено першу плиту з іменами всіх жителів, що воювали і повернулися додому. Загалом 158 губівчан загинули на фронтах ІІ світової.
Навчальний рік в семирічці розпочався з 1 жовтня 1944 року. Навчалися в трьох пристосованих приміщеннях, у дві зміни. Було набрано три перший класи (82 учні), навчальний рік з них закінчили 74. В цілому за парти в 1944 році сіло 187 учнів, а закінчили 158. Не вистачало учителів, підручників, письмових приладь. Учні весь час відчували голод і холод. Розповсюджувались різноманітні хвороби що приводили до смертності в першу чергу серед дітей — в Губівці померло 39 дітей до 16 років, у с. Вигода 8 діток. Ось так нова «народна» влада опікувалась своїм новим поколінням.
За даними господарських книг 1944—1946 рр. в селі Губівка налічувалося 353 двори з населенням 1441 житель (порівняйте — 7251 житель на 1908 рік). За даний період з різних причин вибуло 215 жителів. Післявоєнним сільським головою став Сотник Іван Олександрович, 1912 р.н. Директором школи працював Соколов Михайло Григорович, участковим міліціонером Бойченко Дмитро Дмитрович. Будівлі в основному до 1918 року, під солом'яною стріхою, паркани з каменю, межі по городах з дерези. На городах садили картоплю, овочі, кукурудзу, жито, квасолю, коноплі, соняшник. Тільки окремі жителі тримали скотину.
За даними господарських книг в 1946 р. проживало, в 1949 р. — 1441, залишилось — 1226 жителів, відповідно, в 1952 р. — 1259 і 1091, в 1955 р. — 1193 і 1067. За 1947 рік, коли в Україні лютував черговий голод, даних немає.
На початку 50-х років в Губівку прибувають сім'ї вигнаних із Західної України людей, серед них родини Войнович М. Н., Зашко У. Ф., Зашко С. Ф., Банзнюк М. Г. та інші.
В 1954 р. Село Губівка електрифікується, а також прокладається сільський водогін. Основним заняттям для губівчан стала праця в полі, яку вони виконували сумлінно. Зводяться кам'яні комори та склади, ферми, сільський будинок культури. В 1953 р. проходить «злиття» колгоспів сіл Губівка та Вигода в Губівській сільській Раді в один колгосп ім. Свердлова.
В 1953 році на прохання батьків в селі відкривають середню школу і дають їй ім'я Д.Бєдного. Для утримання учнів сусідніх сіл: Козирівка, Ольгівка, Тарасівка, Вигода будується інтернат, добудовується корпус на 2 класи, їдальня, майстерня (директори школи Сухина М. Г., Прокоф'єв Б. В.)
Вулиці названі за радянськими штампами, але в повсякденному житті жителів села продовжуються іменуватися крайки: Заячий хутір, Марат, Центр, Дубинівка.
70-ті роки для села характеризуються великою плинністю кадрів, особливо молоді. Згідно статистичної звітності в 1977 році в Губівській сільській раді налічується 389 дворів, проживають 935 жителів в Губівці та 84 на Вигоді, з них 185 віком від 7 до 17 років. Жителі утримують 196 голів ВРХ, 134 свині 4197 шт. птиці, 166 кролів та 72 бджолесім'ї. На 1.01.1979 року на території сільської ради проживає 945 жителів (877 губівчан і 68 вигодян).
На 1.01.1980 року 378 дворів з чисельністю 921 житель (871 с. Губівка, 29 с. Вигода), учнівської молоді віком 7-17 років — 164.
На 1.01.1981 року в 369 дворах сільської ради проживає 852 жителі (837 губівчани, 44 вигодяни), учнівської молоді — 151. Населення утримує 158 голів ВРХ, 190 свиней, 195 кролематок, 24 бджолесім'ї.
Колгосп ім. Свердлова с. Губівки стає спеціалізованим господарством по вирощуванню свиней. В окремі роки їх кількість сягала 10 тис. і більше. Активно розвивається м'ясо-молочний напрямок великої рогатої худоби (більше 700 голів), вирощування пшениці, ячменю, соняшнику, цукрових буряків, овочевих та садових культур. Згідно річного звіту 1979 року колгосп ім. Свердлова незважаючи на несприятливі погодні умови виростив озимої пшениці по 20,4 ц./га, кукурудзи 28,8 ц./га, цукрових буряків 133 ц/га, соняшнику 9,5 ц./га. Вироблено і продано державі 3411 ц. м'яса, 9112 ц. молока. В населення закуплено 250 тис. шт.. яєць, 102 ц. мяса, 27 ц. молока.
26 губівчан за сумлінну працю нагороджено орденами та медалями. Доярка Казначей Г. В. стає заслуженим працівником сільського господарства.
В кін. 80-х поч. 90-х завершується будівництво житлового масиву «Молодіжний» на 18 будинків, які отримують доярки, механізатори, вчителі, асфальтуються вулиці села, збільшується водогін по вул. Черняховського, Садовій, Молодіжній, Шкільній, створюються два ставки, один із них на 56 га (голови колгоспу Юрченко В. В., Голик А. П.). В середині 90-х завдяки ентузіазму Баланика В. В. колгосп будує млин.
В школі будується котельня та проводиться водяне опалення, створюється сучасна кухня, асфальтується територія, споруджується житловий будинок для учителів на 4 квартири (директори Заїкін В. К., Сало А. І.).
На території села працюють 4 магазини. Футбольна команда стає неодноразовим призером та переможцемм районних змагань. Троє юнаків брали участь у війні в Афганістані (Заікін В., Ціник С., Шевельов Ю.), 4 жителів брали участь у ліквідації наслідків аварії на Чорнобильській АС (Коваленко В. І., Бузика В. В., Зубенко М. О., Видибура І.)
90-ті роки стали випробуванням не лише для країни, а і для села та його жителів. Постійні реформування в сільському господарстві, економічна криза в державі, політичні перипетії, руйнація, недовіра, а інколи і пряма ворожнеча, стали повсякденним життям. Основна маса жителів, як і в цілому в Україні, почали жити бідніше. Реформування агропромислового комплексу привело до масового безробіття на селі. Припиняє існування ферма ВРХ де в свій час налічувалося більше 700 корів та телят, значно зменшився свинокомплекс з 10 тисяч до 600, а це в першу чергу робочі місця, добробут сімей, перспектива для молоді, яка в пошуку кращого життя все більше переїжджає до міста.
З 2003 р. кількість жителів села вперше зменшується нижче помітки 700 чоловік. З листопада 2005 року розпочалася нова (ІІІ) спроба газифікації села, яка започаткована з 1985 року.

## Населення
Згідно з переписом УРСР 1989 року чисельність наявного населення села становила 839 осіб, з яких 395 чоловіків та 444 жінки.
За переписом населення України 2001 року в селі мешкали 724 особи.
Населення у 2024 році - 556 осіб.

### Мова
Розподіл населення за рідною мовою за даними перепису 2001 року:
| Мова       | Відсоток |
| ---------- | -------- |
| українська | 96,81 %  |
| російська  | 1,94 %   |
| білоруська | 0,42 %   |
| молдовська | 0,14 %   |
| польська   | 0,14 %   |
| румунська  | 0,14 %   |
| інші       | 0,41 %   |

## Відомі люди
- Бєдний Дем'ян (Єфим Придворов) (*13.04.1883, Губівка — †25.05.1945) — радянський поет, автор віршів до пісень «Яблочко», «Как родная меня мать проводжала» тощо. Його спадщина — це 245 книг на різних мовах накладом 12 млн екземплярів.
- Бабанко Микола Захарович (*1895) — українець, освіта початкова, хлібороб. Заарештований 3.03.1921 р. Єлисаветградським секретним оперативним відділом (участь у антирадянському повстанні). Засуджений до розстрілу. Реабілітований 14.04.1989 р.
- Данильченко Петро Пилипович (*1901) — українець, письменний, проживав у с. Коневе Компаніївського району, коваль. Заарештований 19.12.1937 р. Бобринецьким РВ НКВС (антирадянська агітація). Засуджений трійкою до розстрілу 30.12.1937 р. Вирок виконано 28.02.1938 р. Реабілітований 27.10.1962 р.
- Данильченко Полікарп Терентійович (*1889) — українець, освіта середня спеціальна, проживав у с. Масляніківка, директор неповно середньої школи. Заарештований 25.10.1937 р. Аджанмським РВ НКВС (контрреволюційна діяльність). Засуджений трійкою до розстрілу 20.11.1937 р. Вирок виконано 13.12.1937 р. Реабілітований 29.07.1957 р.
- Іванов Дмитро Йосипович — поет, автор збірок поетичних творів «Зерно і любов», «Грай, сопілонько моя», «Заповіти мого роду», «Стремено», «Маминих слів чорнобривці», «Здравствуйте, я повернувся», «Селов терновому вінку», художньо-публіцистичної повісті «Там, де народжуються райдуги», віршів для дітей, перекладів з російської, білоруської, чеської мов. Член Національної спілки письменників України, лауреат Шевченківської премії 2010 року.
- Колесник Григорій Іванович (*1891) — українець, письменний, прожиава у с. Коневе Компаніївського району, хлібороб. Заарештований 19.12.1937 р. Бобринецьким РВ НКВС (контрреволюційна агітація). Засуджений трійкою 30.12.1938 р. до розстрілу. Вирок виконано 28.02.1938 р. Реабілітований 27.10.1962 р.
- Левицький Вадим Петрович (*1879, Губівка — †1959) — заслужений артист УРСР (1947 р) внук П. І. Ніщинського. Останні роки життя жив та працював у м. Бобринець.
- Левицький Геннадій — український релігійний діяч у добу Російської імперії. Управитель старовинного Тверського Жолтикового монастиря, заснованого київськими монахами. Також ректор православних семінарій.
- о. Левицький Іоан (*1818, Губівка — †1893) — церковний діяч, закінчив Єлисаветградське духовне училищше, служив у Грецькій церкві м. Єлисаветград (1839—1841), чернецтво прийняв у 1852 році з іменем Геннадій; з 1883 р. — єпископ Сумський, вікарій Харківської Губернії.
- Охватенко Ларіон Тимофійович (*1878) — українець, письменний, проживав у с. Граніт Лозовацької сільради, хлібороб. Заарештований 3.03.1938 р. Компаніївським РВ НКВС (контрреволюційна агітація). Засуджений 4.04.1938 р. трійкою до розстрілу, вирок виконано 26.05.1938 р. Реабілітований 14.04.1989 р.
- Пшеничний Григорій Романович (*1890) — українець, письменний, чоботар. Заарештований 5.03.1938 р. Компаніївським РВ НКВС (контрреволюційна агітація). Засуджений 4.04.1938 р. трійкою до розстрілу, вирок виконано 26.05.1938 р. Реабілітований 14.04.1989 р.
- Пшеничний Олексій Тихонович (*1898) — українець, письменний, комірник колгоспу. Заарештований 3.03.1938 р. Компаніївським РВ НКВС. Засуджений 27.04.1938 р. трійкою до розстрілу, вирок виконано 27.04.1938 р. Реабілітований 10.09.1960 року.
- Ткаченко Анна Павлівна (*1899) — українка, учитель школи, заарештована 20.10.1937 року за антирадянську агітацію, виховання дітей в націоналістичному дусі, дискредитація вождів партії. Засуджена до 10 років таборів. Реабілітована в 1957 році.